# Omicidio di Valerio Renzi

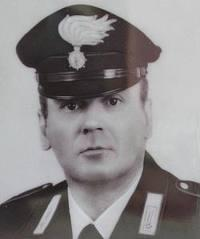

L'omicidio di Valerio Renzi venne commesso a Lissone il 16 luglio 1982. La vittima era il maresciallo della stazione dei Carabinieri di Lissone (all'epoca in provincia di Milano, ora sotto Monza-Brianza), coniugato e padre di due bambini, che morì in un agguato nel corso di una rapina a un ufficio postale compiuta dalle Brigate Rosse.

## Storia
Quella zona della Brianza, allora particolarmente sotto il tiro brigatista, rappresentava un punto chiave per la lotta al terrorismo. Lì vi operava il generale Carlo Alberto dalla Chiesa che gestiva il gruppo antiterrorismo, poiché a Milano e dintorni vi era una vasta presenza di cellule delle Brigate Rosse.
Come era solito fare ogni mattina, il 16 luglio 1982 Renzi si recò da solo, con l'auto di servizio, presso l'ufficio postale di Lissone per ritirare la corrispondenza. Girato l'angolo dell'edificio si trovò, a sua totale insaputa, in mezzo a una rapina, un'operazione che, nel gergo terroristico dell'epoca, veniva definita esproprio proletario. L'auto fu bersagliata da raffiche di Kalašnikov provenienti da diversi punti della strada e dell'edificio. Renzi riuscì ad aprire la portiera, mentre le raffiche continuavano, sfiorando anche alcuni ignari passanti. L'auto, ormai priva di controllo, proseguì da sola la sua corsa, mentre un componente del commando delle BR lo uccise a colpi di pistola. In seguito le indagini rivelarono la presenza di tre "pali", che accolsero Renzi con le raffiche di Kalashnikov. L'auto di servizio venne crivellata da oltre 70 colpi.

Subito dopo l'omicidio, i brigatisti fuggirono a bordo di una Fiat Ritmo azzurra e di una Fiat 131, facendo perdere le loro tracce. In seguito le auto verranno ritrovate abbandonate. La stessa notte un comunicato della Colonna Walter Alasia, ramo scisso delle Brigate Rosse, comunicò a varie testate giornalistiche il seguente testo:
Alcuni giorni dopo, i terroristi, ricercati da Polizia e Carabinieri, progettano, in una gelateria milanese, il prossimo esproprio proletario. Tre poliziotti in borghese entrano casualmente nel locale e notano una pistola appoggiata in un sacchetto, sul tavolo dove siedono i brigatisti. Uno dei tre agenti entra nel bagno, dove carica immediatamente l'arma. Gli altri due si avvicinano ai terroristi e chiedono a uno di loro il porto d'armi. Questo, con fare tranquillo, fa finta di cercarlo, ma estrae la pistola e inizia a sparare, mentre il poliziotto nascosto in bagno risponde immediatamente al fuoco ferendo i terroristi e neutralizzandoli. Uno di loro, gravemente ferito, fugge dal locale, ferma una macchina e si mette alla guida, ma muore dissanguato pochi isolati dopo. Gli altri vengono catturati.

## Commemorazioni
- L'Arma dei Carabinieri conferisce la medaglia d'argento al valor civile alla memoria a Valerio Renzi e fa erigere sul luogo dell'attentato, di fronte alla posta di Lissone, un monumento in sua memoria. Per alcuni anni l'Associazione Nazionale Carabinieri organizzò il "Premio Renzi" al teatro di Lissone dove, in presenza dei più alti esponenti dell'Arma lombarda, la moglie di Renzi, Anna Evangelisti, consegnò a vari personaggi noti, tra cui Giovanni Trapattoni, Giuseppe Albertini, Roberto Formigoni e molti altri, un quadro commemorativo allo scopo di mantenere vivo il ricordo.